# Tuvesundsholmen
Tuvesundsholmen est une île norvégienne du comté de Hordaland appartenant administrativement à Bømlo.

## Description
Rocheuse et désertique, à fleur d'eau, elle s'étend sur environ 268 m de longueur pour une largeur approximative de 87 m. Elle compte deux habitations et est traversé à l'ouest par la route Hiskavegen. 